# Julia Hill

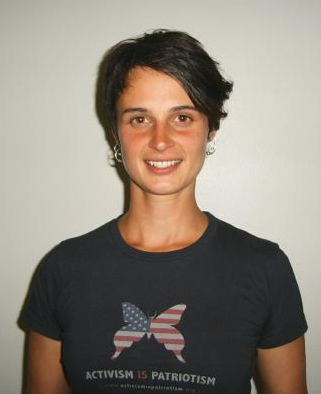
Julia Butterfly Hill (2006)

Julia Lorraine „Butterfly“ Hill (* 18. Februar 1974 in Mount Vernon, Missouri) ist eine US-amerikanische Umweltaktivistin.
Hill bestieg am 10. Dezember 1997 einen kalifornischen Küstenmammutbaum, nannte ihn „Luna“ und lebte dort für 738 Tage, um seine Abholzung durch die Firma Pacific Lumber zu verhindern.

## Leben
Der Vater Julia Hills war Pfarrer; ihre ersten Lebensjahre verbrachte sie zusammen mit ihrer Mutter und den zwei jüngeren Brüdern in einem Wohnmobil. Auf den Campingplätzen hatte sie engen Kontakt zur Natur und erforschte die anliegenden Flüsse. Bei einer Wanderung landete ein Schmetterling auf ihrem Finger und blieb angeblich die komplette Zeit des Ausflugs bei ihr. Daher gab sie sich den Spitznamen „Butterfly“.
Während ihrer Schulzeit ließ sich die Familie in Jonesboro, Arkansas nieder. Im August 1996 hatte sie einen schweren Autounfall, bei dem ihr Schädel durch das Lenkrad des Wagens verletzt wurde. Es dauerte etwa ein Jahr, bis sie sich vollständig von den Folgen erholt hatte. Danach suchte sie nach neuen Zielen für ihr Leben. Sie übte verschiedene Berufe aus, arbeitete als Fotomodell, betrieb ein Restaurant und wechselte mehrfach den Lebensort. In Kalifornien wurde sie auf die Abholzung der Küstenmammutbäume aufmerksam.
Julia Hill lebt vegan.

## Besetzung des Baumes
Im Rahmen ihrer Reise kam sie nach Humboldt County und nahm an einer Spendensammlung zur Rettung der Wälder teil. Einige der Teilnehmer besetzten die Bäume, um die Arbeiter von Pacific Lumber am Kahlschlag zu hindern. Die Organisatoren suchten jemand, der für eine Woche auf dem Baum bleibt.

“Nobody else would volunteer so they had to pick me”

„Niemand anderes wollte es freiwillig machen, also suchten sie mich aus.“

Anfangs gehörte Hill keiner Umweltschutzorganisation an. Sie entschied sich als Akt des zivilen Ungehorsams zur Baumbesetzung. Aber schon bald wurde sie durch Earth First! und andere aktiv unterstützt. Die Besteigung erfolgte am 10. Dezember 1997. Hill lebte die folgenden 738 Tage auf zwei etwa 4 Quadratmeter großen Plattformen. Sie waren in 60 Meter Höhe angebracht. Später kam eine etwa 30 Meter tiefer liegende Plattform dazu, um Besucher und Presse empfangen zu können.
Zur Kommunikation mit der Außenwelt nutzte Hill solarbetriebene Mobiltelefone. Speisen wurden mit einem Propanbrenner zubereitet. Ein achtköpfiges Team unterstützte sie bei der Besetzung.
Mehrfach versuchte Pacific Lumber sie vom Baum, den Hill „Luna“ taufte, zu vertreiben. So zum Beispiel durch gezielte Störungen durch den Abwind der Rotorblätter großer Columbia-Transporthubschrauber. Auch Widrigkeiten der Natur bekam sie in Form von Wind und starkem Regen immer wieder zu spüren.
Im Jahr 1999 erreichten die Aktivisten eine Einigung mit der Firma. Alle Bäume, die innerhalb einer 12.000 Quadratmeter großen Pufferzone liegen, sollten erhalten bleiben. Daraufhin verließ Hill den Baum. Weiterhin wurden 50.000 US-Dollar Spendengelder an Pacific Lumber gezahlt.
Im November 2000 entdeckten Unterstützer von Hill, dass der Baum in Bodennähe mit einer Kettensäge verletzt worden war. Nach Angaben von Beobachtern war der Einschnitt etwa 810 Millimeter tief und 5,8 Meter lang, was der Hälfte des Umfangs entspricht. Über 60 % der Querschnittsfläche wurden durchtrennt. Daraufhin verankerten sie den Baum mit Klammern und Stahlkabeln. Ein Teil der Krone starb ab, doch mittlerweile hat sich der Baum wieder erholt. Der Anschlag verschaffte den Umweltaktivisten weiteren Zulauf.

## Weitere Aktivitäten
1999 gründete Hill die Umweltschutzorganisation Circle of Life Foundation. Hill schrieb ein Buch über ihre teils lebensbedrohlichen Erlebnisse auf dem Baum: Die Botschaft der Baumfrau. Riemann Verlag, München 2000, ISBN 3-570-50015-2.

## Hill in der Literatur
- Richard Powers: The Overstory. New York 2018. (deutsche Ausgabe: Die Wurzeln des Lebens. Frankfurt am Main 2018, ISBN 978-3-10-397372-3) (Powers zeichnet Teile der Biographie Hills in der Figur Olivia Vandergriff nach)

## Hill in der Pop-Kultur
Viele Künstler wurden durch Julia Hill und ihre Aktion inspiriert und würdigten sie auf verschiedene Weisen.
- Trey Anastasio und Tom Marshall schrieben das Lied Kissed by Mist über Hill.
- Das Red Hot Chili Peppers Stück Can't Stop enthält die Zeile „J. Butterfly is in the treetop“.
- 2002 veröffentlichte Los Suaves zu Ehren von Julia den Titel Julia Hill auf dem Album Un paso atrás, auf dem die Sängerin „Luna“ heißt.
- Neil Young stellte 2003 im Lied Sun Green auf dem Greendale Album eine Verbindung zu Julia her. Der Charakter aus dem Stück möchte gerne Julia Hill treffen: „Still wants to meet Julia Butterfly.“
- Die Zeichentrickserie Die Simpsons befasst sich in der Folge Lisa als Baumliebhaberin des Jahres 2000 ebenfalls mit Julia Hill und der Rodungsproblematik, als Lisa Simpson ebenfalls einen Küstenmammutbaum bewohnt, um das Abholzen eines Waldes zu verhindern.
- Die Heldin des schwedischen Kinderbuchs Julia räddar skogen (Julia rettet den Wald, 2017) von Niklas Hill und Anna Palmqvist ist nach Julia Hill benannt. In dem Buch geht es um ein Kind, das einen Baum besetzt um den Bau einer Autobahn zu verhindern.

## Schriften
- The Legacy of Luna. The Story of a Tree, a Woman, and the Struggle to Save the Redwoods, San Francisco 2000, ISBN 0-06-251659-0. (dt. Die Botschaft der Baumfrau. München 2002, ISBN 3-442-15191-0)
- Heart of a heroine. Saving the Last Redwoods. Radio-Interview mit Michael Toms. Carlsbad 2000, Audio-Kassette, ISBN 1-56170-853-4.
- zusammen mit Jessica Hurley: One Makes the Difference. Inspiring Actions That Change Our World. San Francisco 2002, ISBN 0-06-251756-2.